# PE fajl
Portabilni izvršni fajl (PE fajl) format je format fajlova za izvršne fajlove, objekatske fajlove, DLL fajlove, FON fajlove, i ostale korišćene u 32-bitnim i 64-bitnim verzijama Windows operativnih sistema. PE format je struktura podataka koja enkapsulatuje informaciju potrebnu za Windows OS Loader da upravlja izvršnim kodom. Ovo uključuje biblioteke, API izvozne i uvozne table, resorse upravljačkih podataka i TLS podatke. Na NT operativnim sistemima, PE format je korisćen za EXE, DLL, SYS i ostale tipove fajlova. 
PE je modifikovana verzija Unix-ovog format COFF. PE/COFF - To je alternativni termin u programiranju Windows-a.

## Tehnički detalji
PE fajl se sadrži u puno header-a, sekcija koje kažu linkeru kako da upiše fajl u memoriju, regiona koji svaki zahteva posebnu protekciju memorije. Da bi se sačuvalo prostora, neke sekcije nisu postavljene na disku.

## Korišćenje na ostalim operativnim sistemima
PE format je takođe korišćen u ReactOS-u, pošto je Windows-klon. Korišćen je u ostalim operativnim sistemima, kao što su SkyOS i BeOS R3. Oboje su se premestili na ELF.